# Anthyllis hystrix
Anthyllis hystrix är en ärtväxtart som först beskrevs av Barcelo, och fick sitt nu gällande namn av Cardona och Al. Anthyllis hystrix ingår i släktet getväpplingar, och familjen ärtväxter. Inga underarter finns listade i Catalogue of Life.